# Windows Small Business Server
Windows Small Business Server (SBS) war eine Produktreihe von Microsoft. Sie war auf die Bedürfnisse kleiner und mittelständischer Unternehmen ausgerichtet und basierte auf dem jeweils aktuellen Serverprodukt der Windows-NT-Reihe, enthielt aber zahlreiche zusätzliche Programme.
Der Small Business Server entstand ursprünglich aus der Small Business Server-Variante des Microsoft BackOffice Servers. Nachdem der BackOffice Server im Jahr 2000 eingestellt worden war, führte man die Small Business Server-Variante als eigenständiges Produkt weiter.
2012 gab Microsoft die Einstellung der Produktreihe bekannt.

## Grundlagen
Der Small Business Server war in zwei Varianten erhältlich: die Standard-Variante enthielt neben Windows selbst die Produkte Microsoft Exchange Server, Microsoft Windows SharePoint Services, die Premium-Variante enthielt zusätzlich auch Microsoft SQL Server. Je nach Version waren noch weitere Produkte enthalten.
Da der Small Business Server nur für kleine Unternehmen vorgesehen war, gab es eine Reihe von Einschränkungen. So unterstützte der Small Business Server nur 75 Clientzugriffslizenzen.
Windows Small Business Server 2011 führte noch eine Essentials-Variante ein. Diese war auf 25 Clientzugriffslizenzen beschränkt und enthielt außer Windows überhaupt keine Software, da sie zur Verwendung in der Cloud bestimmt war.

## Versionen
- Windows Small Business Server 2003 (basierend auf Windows Server 2003)
- Windows Small Business Server 2008 (basierend auf Windows Server 2008)
- Windows Small Business Server 2011 (basierend auf Windows Server 2008 R2)